# Donacia semicuprea
Donacia semicuprea là một loài bọ cánh cứng trong họ Chrysomelidae. Loài này được Panzer miêu tả khoa học năm 1796.

## Hình ảnh

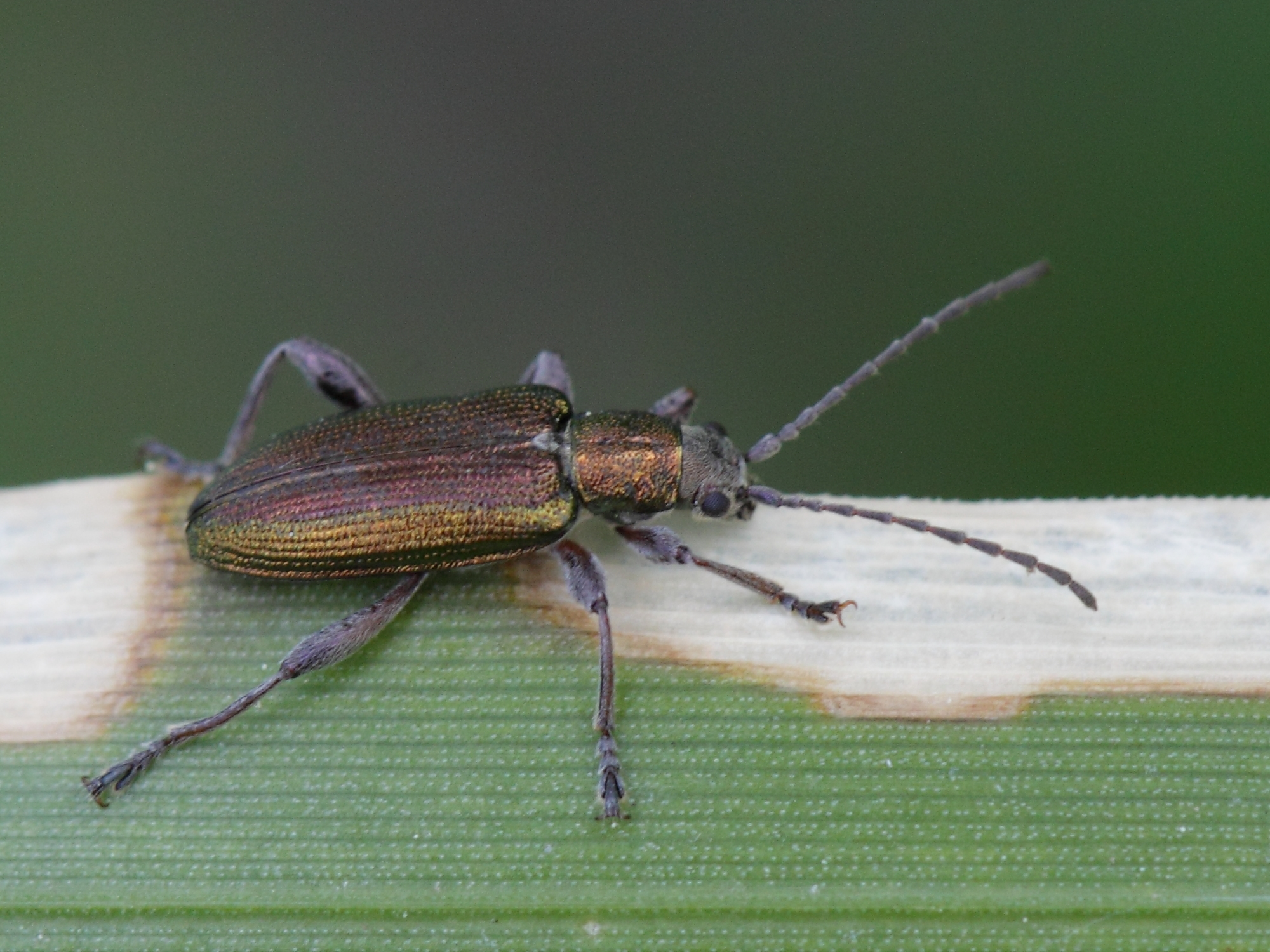
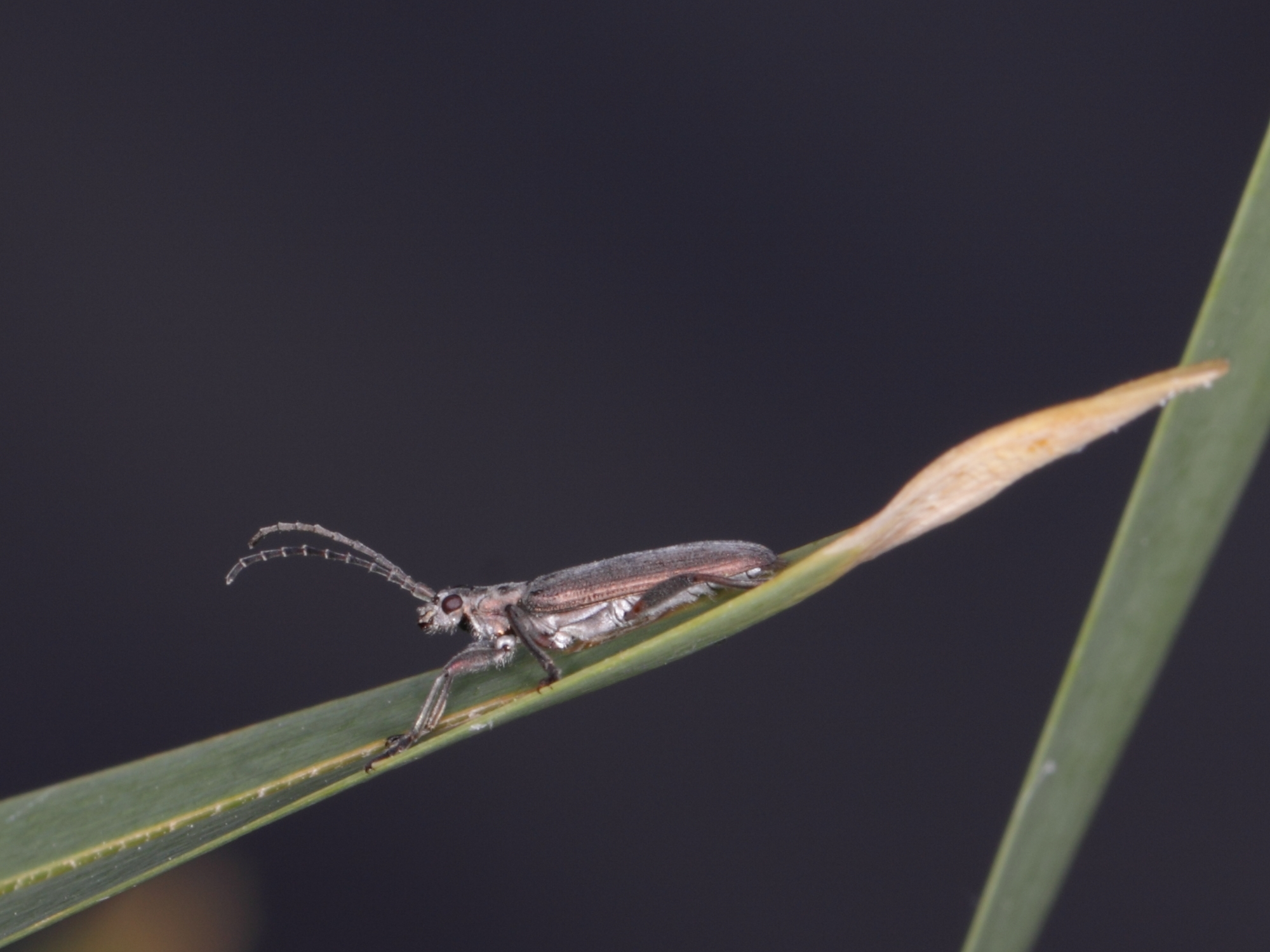